# Крестьянская война в Верхней Австрии (1626)
Крестьянская война в Верхней Австрии 1626 года - конфликт на землях Верхней Австрии, который произошёл из-за попытки Баварии обратить Верхнюю Австрию в католическую веру.

## Предыстория
В начале Тридцатилетней войны Баварии были переданы земли Верхней Австрии. Правительство Баварии хотело обратить данные земли в католическую веру. В 1625 году протестантский священник прихода Франкенбург-ам-Хаусрукк был заменен католическим священником, присланным из Баварии. После вооруженного восстания новый священник был вынужден бежать из замка. Но восставшие опасались реакции Баварии и сдались через 3 дня.

## Ход восстания
Адам фон Херберсторфф, баварский губернатор Верхней Австрии, созвал всех мужчин региона в Хаусамерфельд, недалеко от Франкенбурга, на судебное заседание. 36 человек, возглавлявших восстание, были среди 5000 собравшихся. Суд приговорил их к смертной казни, но позволил освободить половину из них. Двое мужчин вышли вперед, один был повешен, а другой ушел. Их судьбу определил бросок костей.
Управляющий думал, что суровое решение напугает крестьян, но это только усилило недовольство и вызвало симпатии к мятежникам. В следующем году крестьяне тайно готовились к войне, набирали людей у каждого фермера, снабжали их оружием и обучали тактике. Они собирались напасть на Пятидесятницу, но началась война, когда баварские солдаты попытались украсть лошадей в Лембахе-им-Мюлькрайсе. В ответ несколько крестьян-паломников из окрестностей Лембаха быстро собрали и перебили 25 человек баварского гарнизона. Группа продолжала набирать новых рекрутов по пути в Пайербах, где столкнулась с Херберсторффом и его людьми. Еще до того, как в Пайербахе собралась вся мощь крестьянской армии, несколько отрядов напали на них и вскоре были разбиты. Новые комиссары региона были легко избраны на поле боя.
Крестьянская армия численностью 5000 человек продолжила осаду Эфердинга, Вельса, Кремсмюнстера и Штайра, и в конце концов прибыли в Линц, но не сдались, несмотря на то, что их охраняли всего 150 баварских солдат. Во время осады Линца был застрелен лидер повстанцев Стефан Фадингер. Он скончался через 2 недели после роковой перестрелки, произошедшей 5 июля. Баварии потребовалось несколько месяцев, чтобы направить войска для освобождения города в конце августа.
Штайр был отвоеван 26 сентября, а Вельс - 27 сентября. Война продолжалась до начала зимы, в результате чего сельская местность была разрушена. Крестьянам теперь приходилось кормить 12 000 баварских солдат, которые провели зиму в стране. Большинство лидеров восстания были обезглавлены в течение следующих нескольких месяцев.

## Итог
Это крестьянское восстание стало самым дорогостоящим в регионе Верхней Австрии (как по человеческим жизням, так и по ущербу имуществу).